# Isseksi
Isseksi (franska: Isseksi (CR), Isseksi (Commune Rurale), arabiska: بين الويدان) är en kommun i Marocko.   Den ligger i provinsen Azilal och regionen Béni Mellal-Khénifra, i den nordöstra delen av landet, 210 km söder om huvudstaden Rabat. Antalet invånare är 2 000.